# دنیستون غربی، نیو ساوت ولز
دنیستون غربی (به انگلیسی: Denistone West) یک منطقهٔ مسکونی در استرالیا است که در نیو ساوت ولز واقع شده‌است.